# Katastrofa lotu El Al 402
Katastrofa lotu El Al 402 – miała miejsce 27 lipca 1955. Spowodowana została zestrzeleniem samolotu przez dwa bułgarskie myśliwce typu MiG-15.

## Historia lotu
Należący do izraelskich linii El Al Israel Airlines, samolot typu L-149 Constellation (nr rejestracyjny 4X-AKC) odbywał cotygodniowy lot z Londynu do Tel Awiwu z międzylądowaniem w Wiedniu. 
Maszyna wystartowała z Wiednia o 2:53 w nocy, kierując się w stronę Tel Awiwu. W trakcie lotu nad Jugosławią piloci natrafili na rozległe obszary burzowe. To właśnie z powodu aktywności niedalekich burz mogło dojść do przestrojenia radiokompasu nawigacyjnego. Załoga mogła być przekonana, iż lecą nad Jugosławią, a ściślej w zasięgu radaru w Skopje. Tymczasem lecąc na wysokości FL180 (5480 m) samolot wleciał nad Bułgarię, w odległości 60 km na wschód od korytarza powietrznego „Amber 10”, którym miał przelatywać. 
Nad Bułgarią Lockheeda przechwyciły dwa myśliwce MiG-15, należące do bułgarskich sił powietrznych. Samolot został ostrzelany po tym, jak otrzymawszy dwa ostrzegawcze sygnały, pilot opuszczając podwozie wyraził zgodę na wylądowanie na wskazanym lotnisku, a następnie próbował zbiec. W wyniku zniszczeń, statek powietrzny rozbił się w okolicach miasta Petricz, niedaleko granicy z Jugosławią i Grecją. Na pokładzie znajdowało się 51 pasażerów i siedmioosobowa załoga z 35-letnim kapitanem, Stanleyem Hinksem, na czele – wszyscy ponieśli śmierć.

## Dochodzenie i skutki
Dochodzenie przeprowadziła komisja złożona wyłącznie z osób ze strony władz Bułgarii. W wyniku ataku samolot doznał uszkodzeń, które spowodowały utratę ciśnienia i pożar. W stronę samolotu wystrzelono prawdopodobnie dwa pociski rakietowe, które zniszczyły skrzydła maszyny, powodując jej eksplozję. W dodatku piloci bułgarskich myśliwców poważnie uszkodzili konstrukcję Lockheeda przez skierowanie w niego jednego lub dwóch pocisków o dużym kalibrze. Maszyna rozpadła się już podczas gwałtownego opadania – na wysokości około sześciuset metrów nad ziemią. 
Początkowo Bułgaria nie chciała przyjąć odpowiedzialności za wypadek, oskarżając pilotów izraelskich o bezprawne wtargnięcie w bułgarską przestrzeń powietrzną. Ostatecznie władze bułgarskie przyznały się do odpowiedzialności za katastrofę, stwierdzając, iż piloci postąpili „zbyt pochopnie” zestrzeliwując samolot, ale wypełniali rozkaz. Władze wyraziły ubolewanie i zgodziły się zapłacić symboliczne odszkodowanie rodzinom ofiar.